# Trekvogelreservaat Île aux Canes
Het Trekvogelreservaat Île aux Canes (Engels: Île aux Canes Migratory Bird Sanctuary; Frans: Refuge d'oiseaux de l'île aux Canes) is een natuurreservaat ter bescherming van trekvogels in het oosten van Canada.

## Omschrijving
De kern van het trekvogelreservaat bestaat uit het Île aux Canes. Dat is een klein eiland dat deel uitmaakt van de Grey-eilanden, een archipel voor de oostkust van Newfoundland. Het 11 ha grote Île aux Canes ligt minder dan een kilometer voor de zuidkust van het grote Bell Island, ter hoogte van het spookdorp Grey Islands Harbour.
Enkele tientallen rotsen en klippen in de wateren rondom het Île aux Canes behoren eveneens tot het reservaat. Een ervan is officieel erkend als zijnde een eiland, namelijk het 20 are metende Black Island (700 m ten noordwesten van het Île aux Canes).  

## Vogels
Het reservaat heeft een oppervlakte van 150 hectare, waarvan zo'n 12 ha bestaat uit land en de rest bestaat uit zee. Het werd in 1991 opgericht aangezien het Île aux Canes en de omliggende rotsen in de zomer belangrijk zijn als nestplaats voor eidereenden. In de winter doet het gebied ook geregeld dienst als tijdelijke verblijfplaats voor grote groepen eiders.
Het trekvogelreservaat maakt deel uit van het Important Bird Area "Bell Island South Coast".

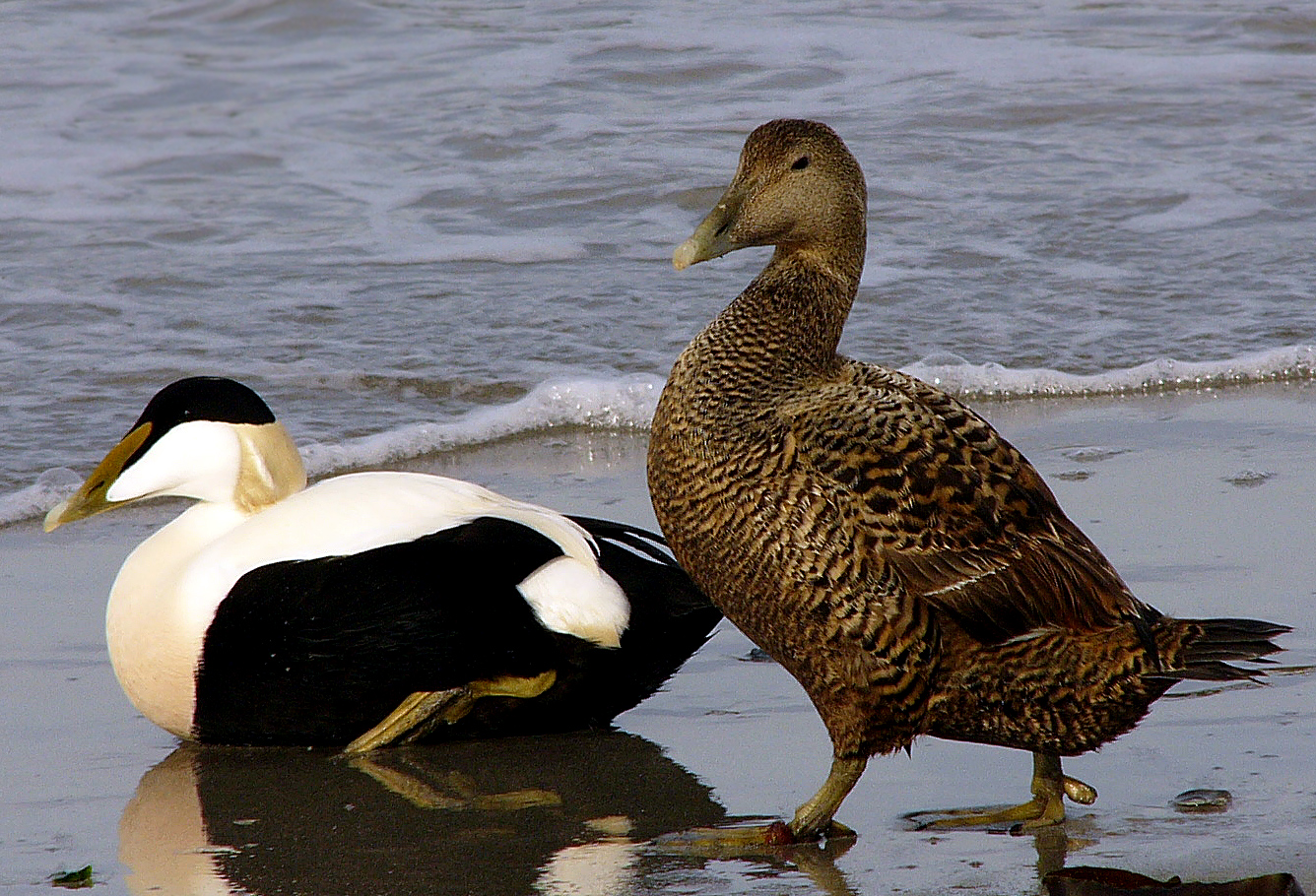
Een mannelijke (links) en vrouwelijke (rechts) eider